# Visitas de Juan Pablo II a Perú
Se produjeron dos visitas del Papa Juan Pablo II a Perú durante sus años de pontificado: la primera fue en febrero de 1985, duró 5 días y visitó 8 ciudades. La segunda se produjo en 1988, con ocasión del Congreso Eucarístico Mariano Bolivariano y duró 40 horas.

## Primera visita

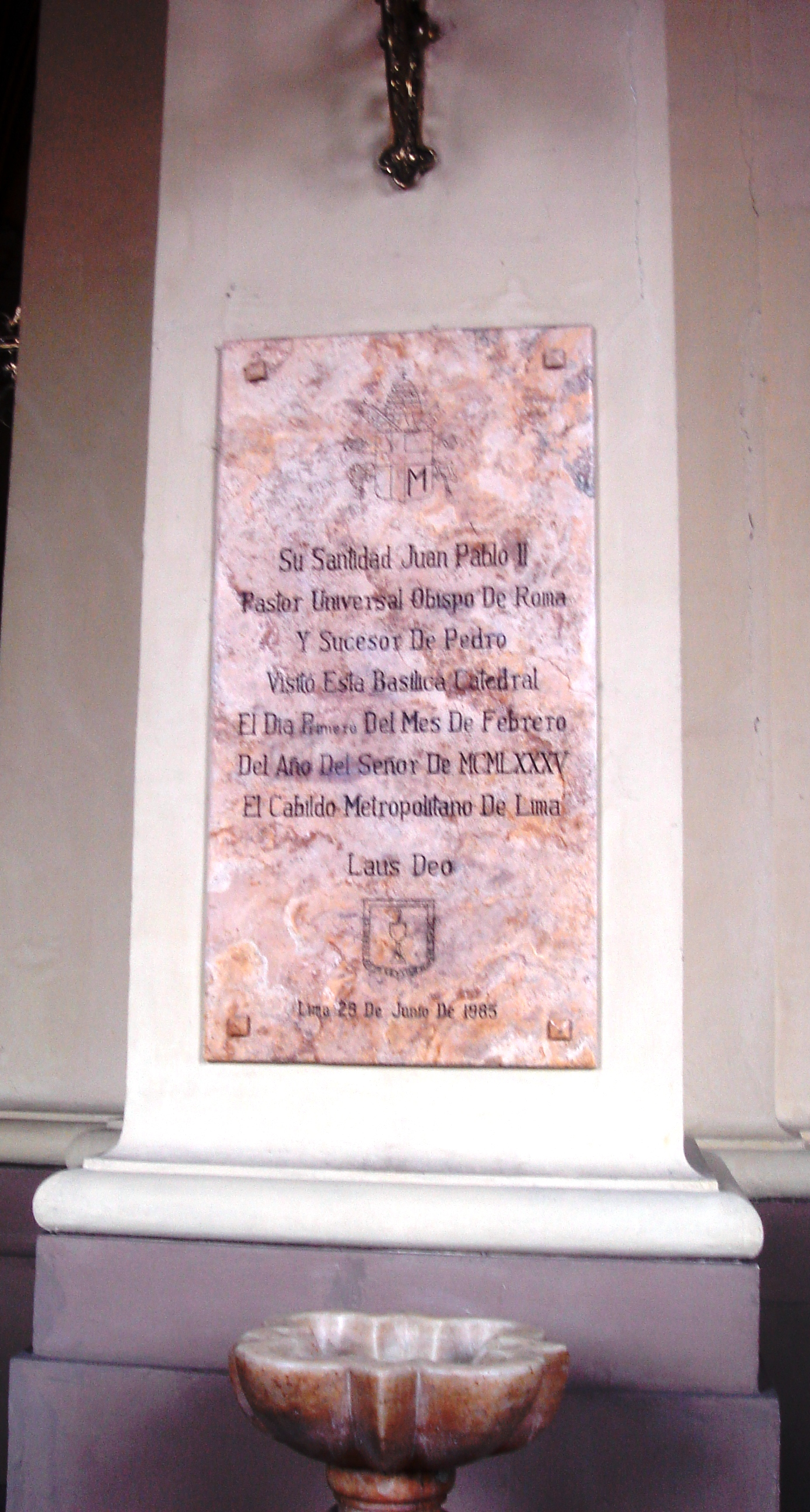
Placa conmemorativa en la Catedral de Lima.

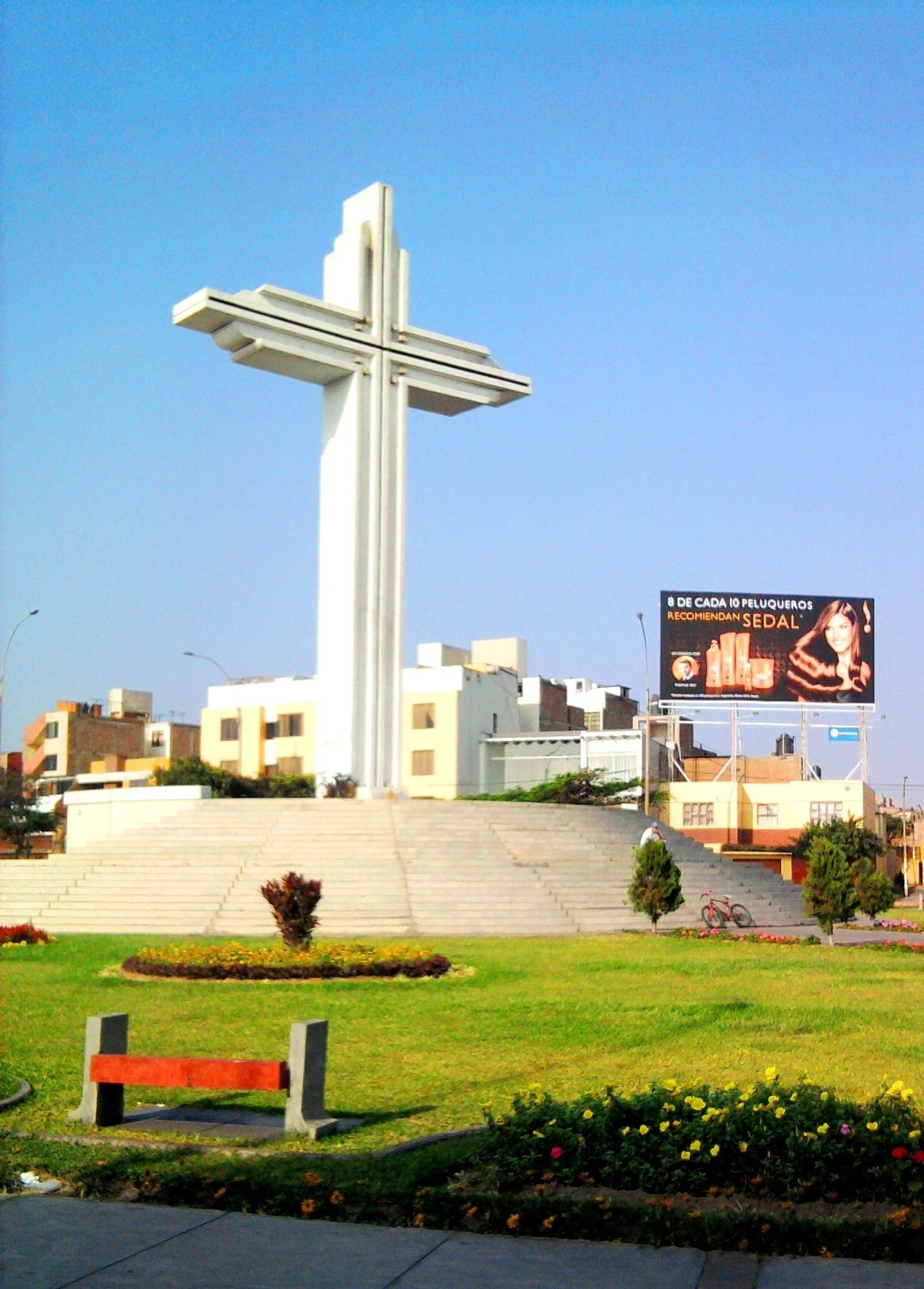
Óvalo Juan Pablo II en Trujillo, conmemorativo de la visita.

Fue un hecho histórico para los fieles de la fe cristiana católica de Perú, pues se desarrolló durante una época de crisis económica y con el país amenazado por grupos terroristas.
Su llegada se produjo el 1 de febrero de 1985. Descendió del avión Luigi Pirandello de Alitalia en el Grupo Aéreo del Callao, besando tierra peruana. Fue recibido por el presidente Fernando Belaúnde, el Arzobispo de Lima Juan Landázuri Ricketts, el Nuncio Apostólico Mario Tagliaferri y otras autoridades políticas y eclesiásticas.
Luego del recibimiento, Juan Pablo II se dirigió hacia la antigua Catedral de Lima, donde ofició una misa con sacerdotes, diáconos y religiosos en honor a Nuestra Señora de la Evangelización, patrona de la Arquidiócesis de Lima y a quien coronó solemnemente. También veneró las reliquias de los santos peruanos Santa Rosa de Lima, San Martín de Porres, San Juan Masías y Santo Toribio de Mogrovejo. Al finalizar fue recibido en Palacio de Gobierno.
En la mañana del sábado 2 de febrero, Juan Pablo II recibió a un grupo de polacos residentes en Perú para luego viajar a Arequipa. En esta ciudad se llevó a cabo la coronación de la Virgen de Chapi y la beatificación de Sor Ana de los Angeles Monteagudo. A su regreso a Lima, se produjo un multitudinario encuentro con los jóvenes en el Hipódromo de Monterrico y en presencia del Señor del Santuario de Santa Catalina.
A las 8:30 a. m. del 3 de febrero arribó al Aeropuerto Internacional Alejandro Velasco Astete de la ciudad del Cusco. Allí fue declarado Ciudadano de Honor. Posteriormente celebró misa en la fortaleza inca de Sacsayhuamán y coronó a la Virgen del Carmen de Paucartambo. 
Continuó su peregrinaje hacia Ayacucho, cuna de la violencia terrorista maoísta, donde dirige un mensaje pidiendo cambiar de camino. Es recibido con estrictas medidas de seguridad por el Arzobispo de Ayacucho Federico Richter Prada y por el general Wilfredo Mori, jefe político-militar de la zona y también de Arequipa e Ica. 
El 4 de febrero visitó Callao, junto con Monseñor Ricardo Durand Flórez, donde concelebraron una cena eucarística. También se encontró con el Señor del Mar y la Virgen del Carmen de La Legua y recorrió los hospitales de la localidad. Prosiguió su visita a Piura y luego a Trujillo, donde se reunió con los cristianos en el óvalo que hoy toma su nombre. El papa arribó al aeropuerto Cap. FAP Carlos Martínez de Pinillos, de Huanchaco (Trujillo) a las 2.17 p. m. y llegó al Óvalo de Vista Hermosa (hoy Óvalo Papal) a las 4.45 p. m. donde celebró una misa. Partió hacia Lima a las 7.55 p. m.. desde el aeropuerto citado.
Su última actividad en Lima fue el martes 5 de febrero con los pobres, con una liturgia en una explanada en los arenales de Villa El Salvador. Luego se dirigió al aeropuerto para viajar a Iquitos, donde los lugareños lo rebautizaron como el Papa Charapa, partiendo hacia Trinidad y Tobago a la 1 p. m.

## Segunda visita

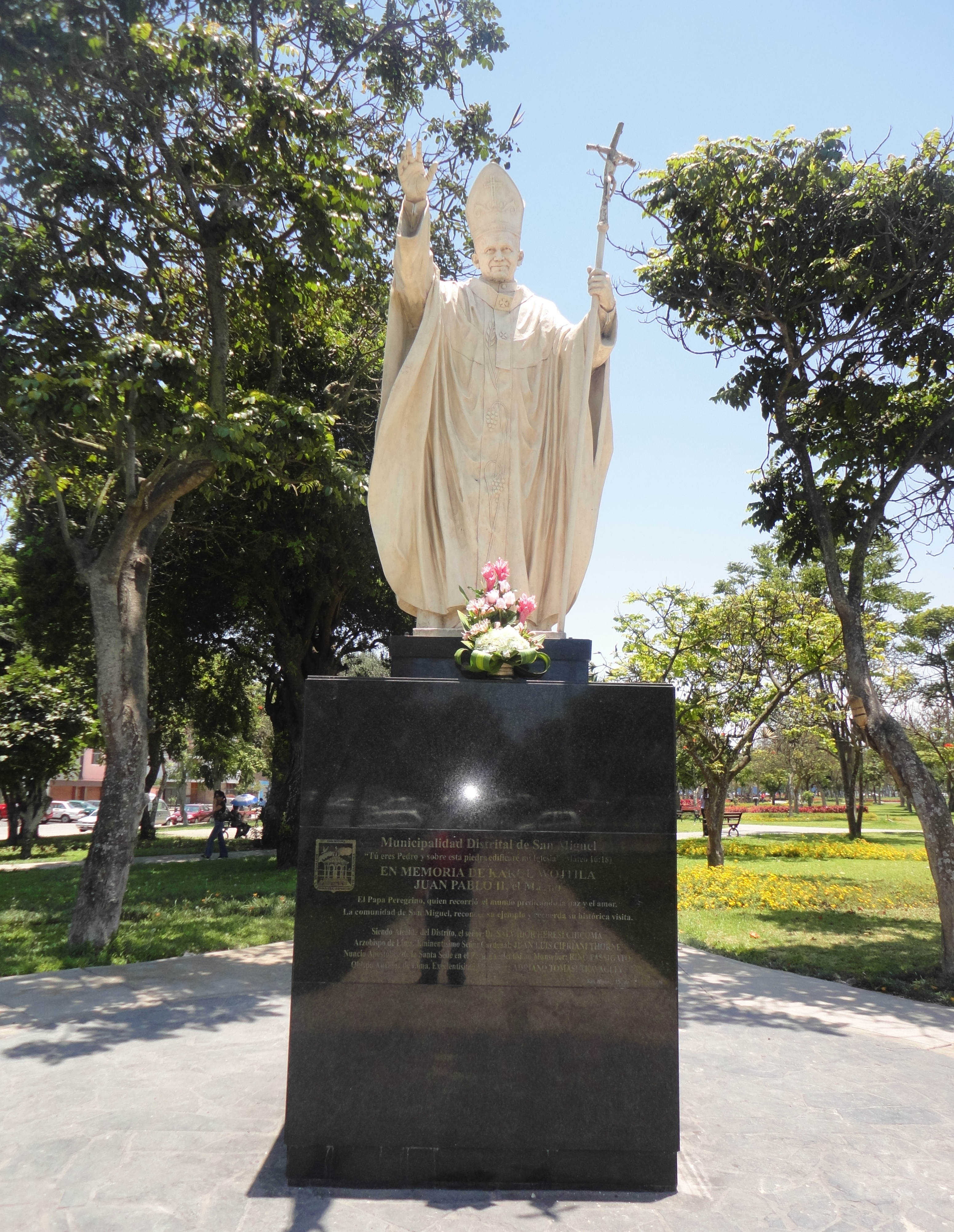
Estatua de Juan Pablo II en el Distrito de San Miguel.

El Papa Juan Pablo II visitó Lima por segunda vez en mayo de 1988 con ocasión del Congreso Eucarístico y Mariano de los países bolivarianos.
Fue recibido por el presidente Alan García a las 18:00 horas del 14 de mayo de 1988. En su segunda visita a la Catedral de Lima hizo entrega de la Rosa de Oro a Nuestra Señora de la Evangelización.
Al día siguiente, 15 de mayo, visitó el Palacio de Gobierno y participó en la misa central del congreso en la explanada del Centro Comercial Plaza San Miguel en la avenida de la Marina. Por la tarde se realizó un encuentro con las religiosas de clausura en el Centro de esparcimiento del Banco Central de Reserva del Perú.
A las 9:00 horas del 16 de mayo, partió desde el Grupo Aéreo No.8 con destino a Paraguay.